# 이민진 (작가)
이민진(Min Jin Lee, 1968년 11월 11일 ~ )은 한국계 미국인 작가, 저널리스트이다. 2007년 소설 《Free Food for Millionaires》를 통해 작가 데뷔했다. 2017년 소설 《파친코》는 내셔널 북 어워드 최종 후보에 올랐으며, 소설이 애플 TV+를 통해 드라마화되면서 대한민국에도 이름을 크게 알렸다.

## 같이 보기
- 롱아일랜드 코리아타운
- 코리아타운 (맨해튼)